# Гаргуйль

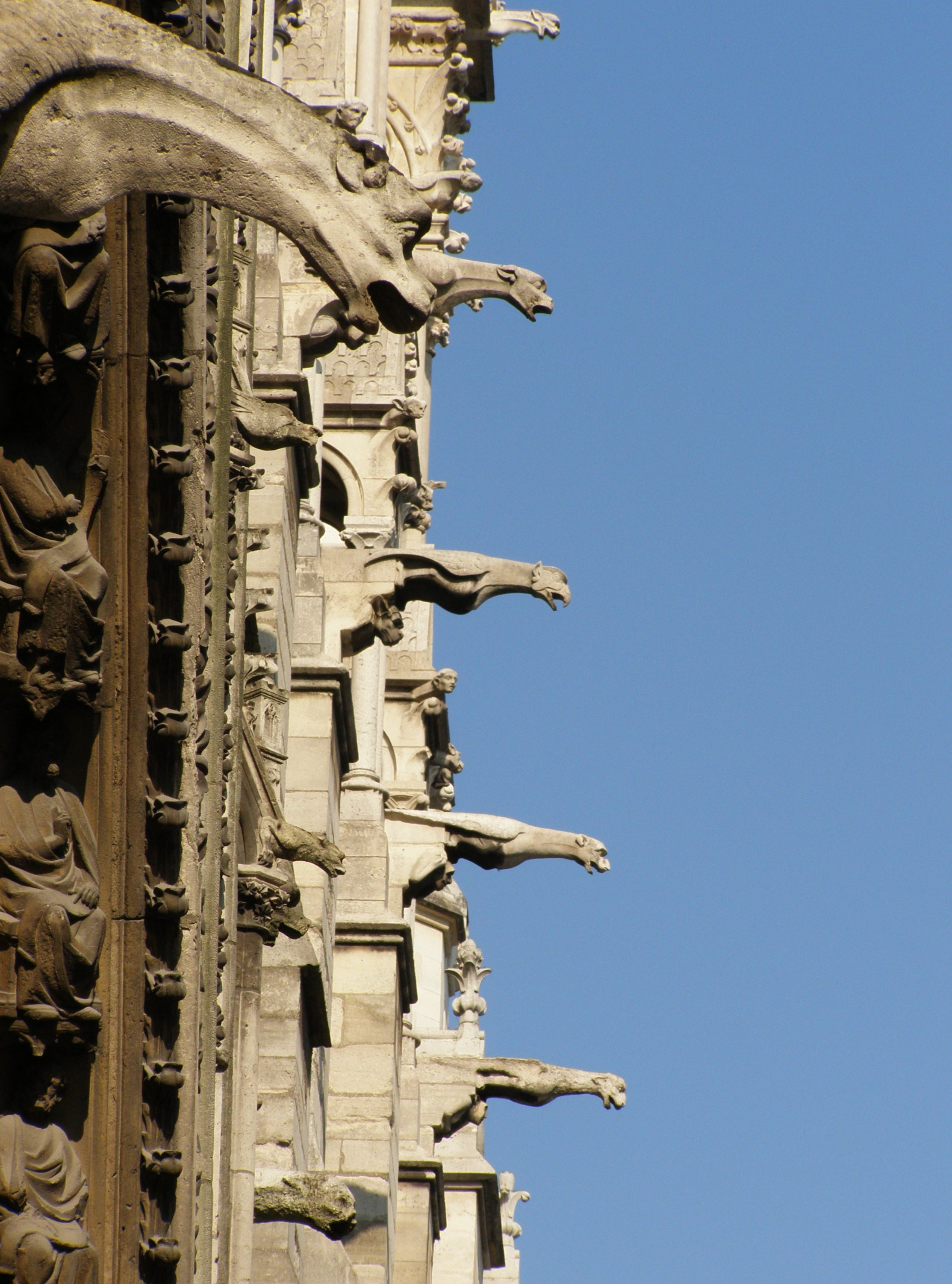
Гаргуйлі собору Паризької Богоматері, Париж

Гаргу́йль чи гаргу́лья, ґарґу́лья (від фр. gargouille, МФА: [ɡaʁ.ɡuj]) — витесаний з каменю, скульптурно оздоблений водостік, що зазвичай виконувався у вигляді голови фантастичної тварини, чудовиська, простягнутої фігури людини тощо. У Середньовіччя був характерним елементом романської та готичної архітектури. Гаргуйль був не лише зразком народного фольклору, а й мав певне символічне навантаження. На Далекому Сході подібну роль виконували вирізьблені з дерева дракони.
У фентезі та відеоіграх гаргуйлями або гаргульцями часто називають ожилі кам'яні статуї.

## Галерея

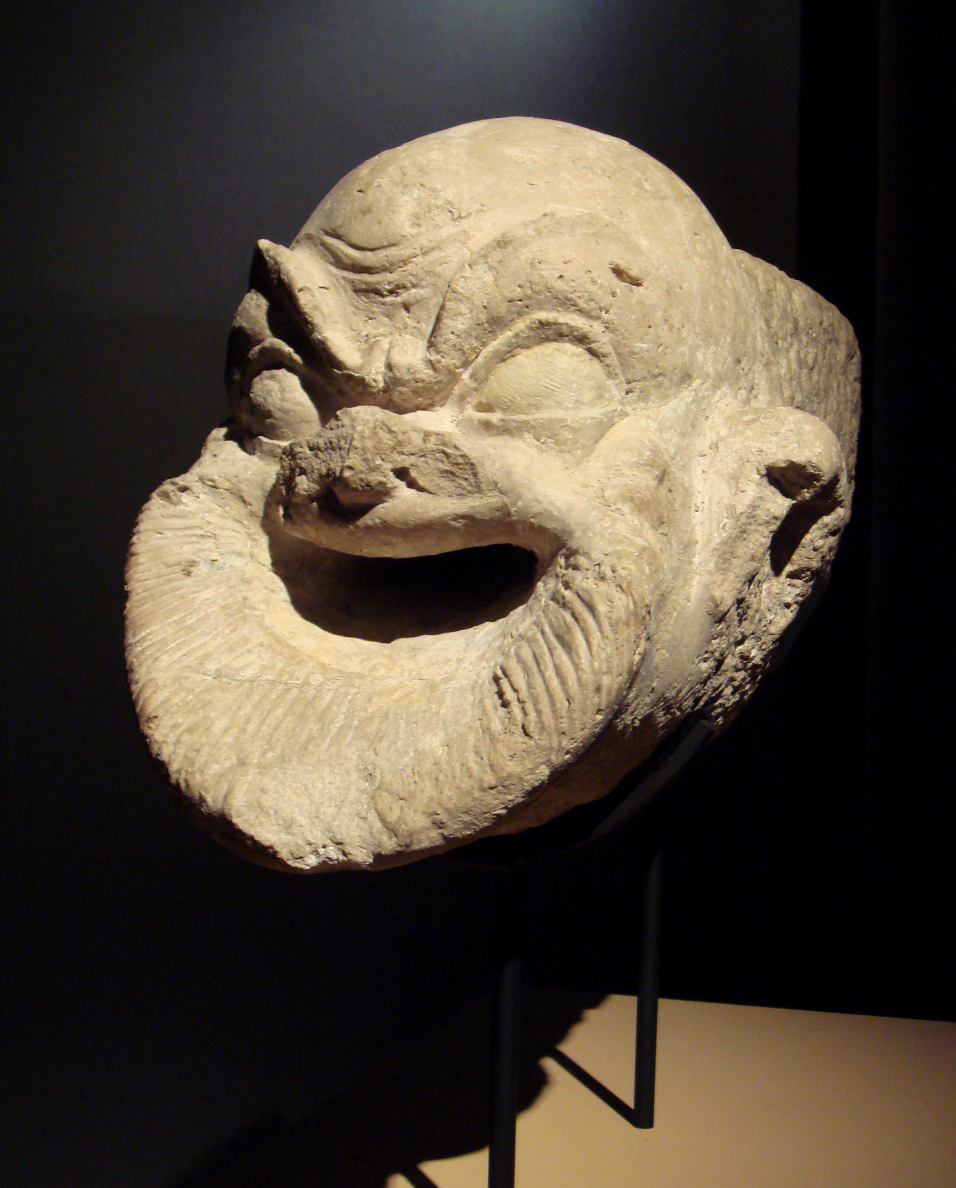
Елліністичний гаргуйль з Ай-Ханума (Афганістан), датований I ст. до. н. е.
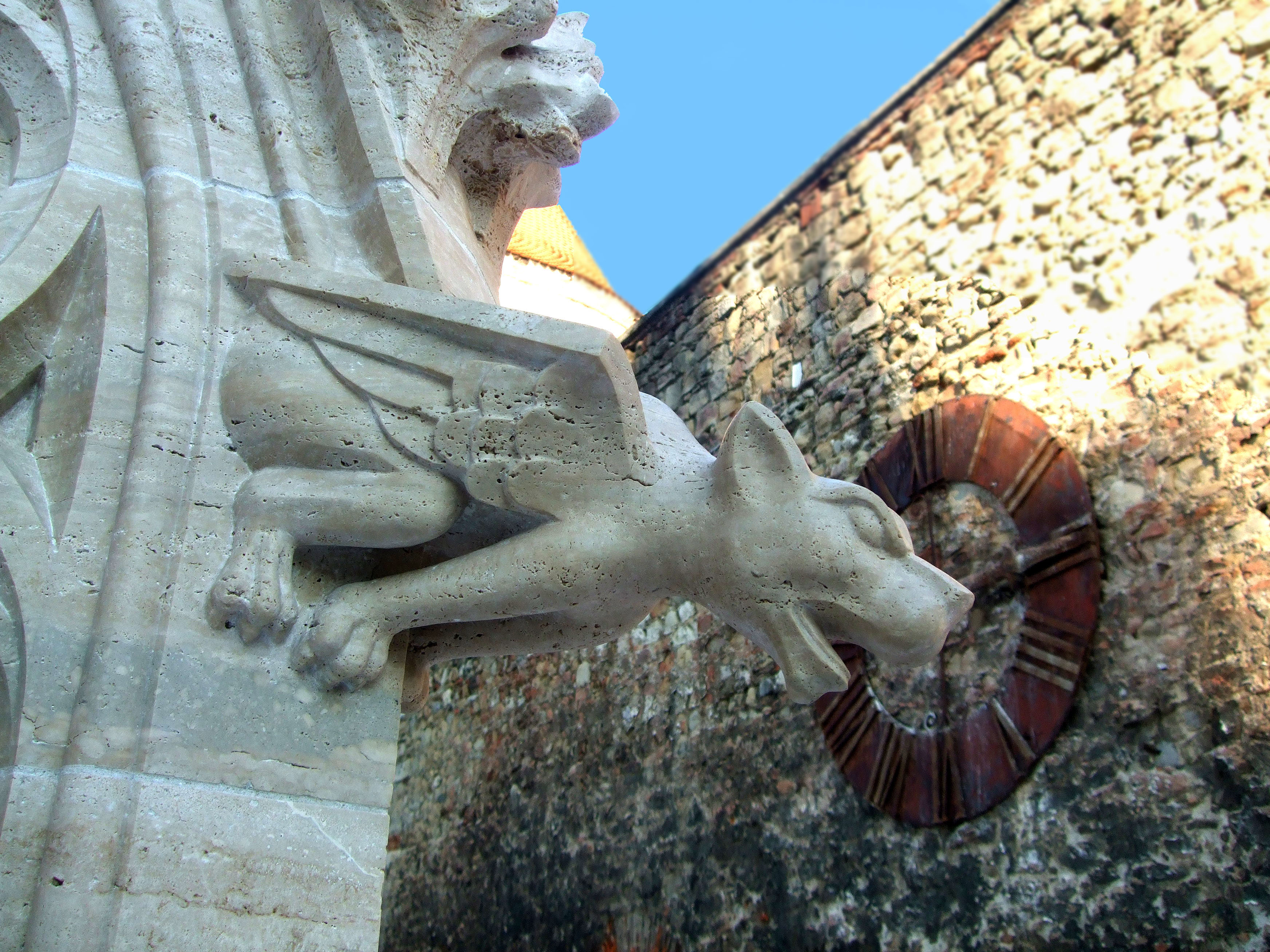
Гаргуйль Загребської катедри, Хорватія
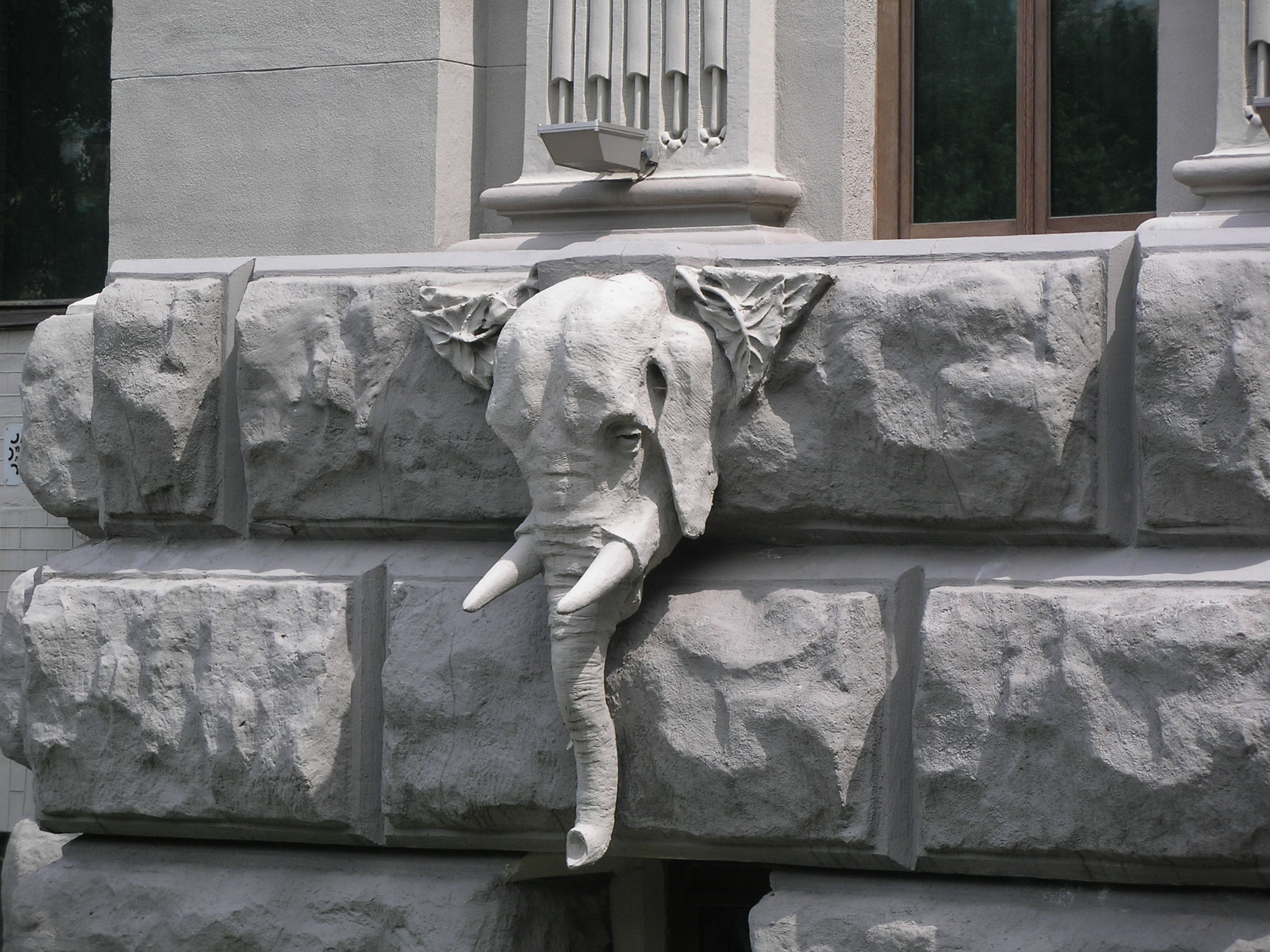
Водостік Будинку із химерами у вигляді голови слона, Київ
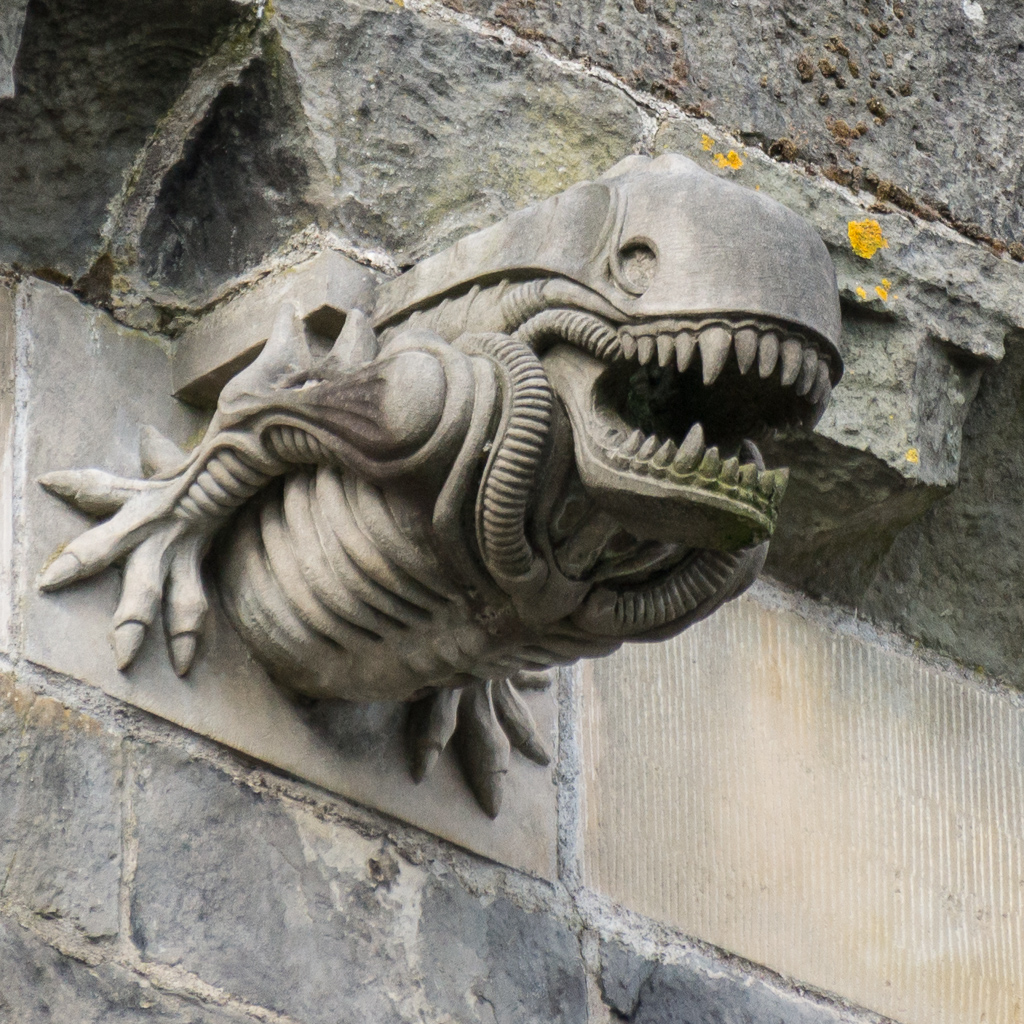
Гаргулья на кшталт «Чужого» зі скульптурної композиції абатства Пейслі